# 大手前大學
大手前大學(おおてまえだいがく，Otemae University)是一所以文科為主的私立大學，位於日本關西地區，最早創立於1966年。
該校有三個校區，分別位在伊丹市、大阪市、以及西宮市的女子大學校區，並擁有歷史與比較文化之研究機構。而西宮市校區更以日本傳統茶館建築為特色。

## 學部與學科
- 人文科學部
  - 交流文化學科
  - 美術學科
  - 史學科
- 媒體暨藝術學部
- 社會文化學部
  - 人類環境學科
  - 社會資訊學科

## 研究所
- 文學研究科
  - 比較文化專攻

## 外部連結
- 大手前大學網站（页面存档备份，存于）